# Октаборид ундекарутения
Октаборид ундекарутения — бинарное неорганическое соединение
рутения и бора
с формулой Ru11B8,
кристаллы.

## Получение
- Сплавление стехиометрических количеств чистых веществ:

{\displaystyle {\mathsf {11Ru+8B\ {\xrightarrow {T}}\ Ru_{11}B_{8}}}}

## Физические свойства
Октаборид ундекарутения образует кристаллы
ромбической сингонии, пространственная группа P bam, параметры ячейки a = 1,160 нм, b = 1,134 нм, c = 0,283 нм
.